# Rue Alphonse-Baudin
Pour les articles homonymes, voir Rue Baudin.
La rue Alphonse-Baudin est une voie située dans le quartier Saint-Ambroise du 11e arrondissement de Paris, en France.

## Situation et accès
La rue Alphonse-Baudin est desservie à proximité par la ligne 5 à la station Richard-Lenoir.

## Origine du nom

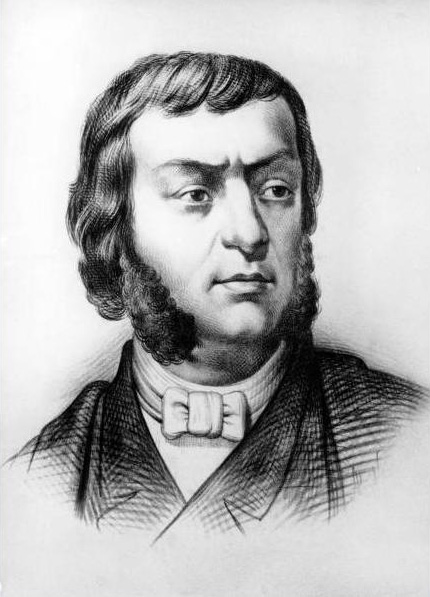
Alphonse Baudin.

La rue porte le nom du médecin et homme politique français, Alphonse Baudin (1811-1851), tué sur une barricade située au no 151, rue du Faubourg-Saint-Antoine le 3 décembre 1851.

## Historique
Cette voie est ouverte par délibération du Bureau de la ville du 18 juin 1779 entre les actuelles rue Saint-Sébastien et impasse Saint-Sébastien, sous le nom de « cul-de-sac Saint-Sébastien » :
« Bureau de la Ville, 18 juin 1779. 
Sur la demande à nous faite par les différents propriétaires des maisons formant un cul-de-sac nouvellement construit dans la rue Neuve-Saint-Sébastien, qu'il nous plût dénommer ledit cul-de-sac ou permettre qu'il porte le nom de cul-de-sac Saint-Sébastien. 
Nous ouï, et ce consentant le procureur du Roi et de la Ville, nous avons dénommé ledit cul-de-sac, cul-de-sac Saint-Sébastien. 
En conséquence, permettons auxdits propriétaires de l'inscrire ainsi à son entrée et autres endroits qu'ils aviseront. 
Signé Caumartin, Chauchat et Jollivet,. »
La partie située entre la rue Pelée et l'impasse Saint-Sébastien est ouverte dans le cadre de l'aménagement de la zone sous le nom provisoire de « voie AA/11 ».
Par arrêté municipal du 30 août 1978, les deux parties sont réunies sous la dénomination de « rue Alphonse-Baudin ».

## Bâtiments remarquables et lieux de mémoire
- Piscine de la Cour-des-Lions.